# Литорал-Сул (микрорегион, Параиба)

Литорал-Сул на карте.

Литорал-Сул (порт. Microrregião do Litoral Sul) — микрорегион в Бразилии. входит в штат Параиба. Составная часть мезорегиона Зона-да-Мата-Параибана. 
Население составляет 	82 425	 человек (на 2010 год). Площадь — 	874,149	 км². Плотность населения — 	94,29	 чел./км².

## Демография
Согласно сведениям, собранным в ходе переписи 2010 г. Национальным институтом географии и статистики (IBGE), население микрорегиона составляет:						
| Полное население                             | Полное население                             | Полное население                             | Полное население                             | 82 425 |
| -------------------------------------------- | -------------------------------------------- | -------------------------------------------- | -------------------------------------------- | ------ |
| в том числе:                                 | Городское население                          | 55 443                                       | Процент городского населения, %              | 67,26  |
|                                              | Сельское население                           | 26 982                                       | Процент сельского населения, %               | 32,74  |
|                                              | Мужское население                            | 41 030                                       | Процент мужского населения, %                | 49,78  |
|                                              | Женское население                            | 41 395                                       | Процент женского населения, %                | 50,22  |
| Плотность населения, чел/км²                 | Плотность населения, чел/км²                 | Плотность населения, чел/км²                 | Плотность населения, чел/км²                 | 94,29  |
| Население микрорегиона в % к населению штата | Население микрорегиона в % к населению штата | Население микрорегиона в % к населению штата | Население микрорегиона в % к населению штата | 2,19   |

## Статистика
- Валовой внутренний продукт на 2003 год составляет 797 272 125,00 реалов (данные: Бразильский институт географии и статистики).
- Валовой внутренний продукт на душу населения на 2003 год составляет 10 059,66 реалов (данные: Бразильский институт географии и статистики).
- Индекс развития человеческого потенциала на 2000 год составляет 0,594 (данные: Программа развития ООН).

## Состав микрорегиона
В составе микрорегиона включены следующие муниципалитеты:
1. Альяндра
2. Каапоран
3. Педрас-ди-Фогу
4. Питимбу